# Glazbeno obrazovanje
Glazbeno obrazovanje ili glazbena naobrazba jest ukupnost odgojno-obrazovnih metoda i pristupa glazbene pedagogije od predškolske do akademske razine koji za cilj ima prenošenje znanja, vještina i tehnika o glazbi uz svladavanje glazbenoga izražavanja, ponajprije klasičnoga. Temeljne obrazovne ustanove glazbene naobrazbe jesu glazbene škole. Ukupnost svih škola i obrazovnih ustanova predstavlja sustav glazbenoga obrazovanja u pojedinoj državi ili području.
Prema učeničkoj dobi, dijeli se na predškolsko, osnovnoškolsko, srednjoškolsko i akademsko.
Glazbeno se obrazovanje u glazbenim školama izvodi prema kurikulu, kao i u slučaju općega obrazovanja.
Glazbeno obrazovanje uključuje i nastavu glazbene kulture i glazbene umjetnosti u osnovnim i srednjim školama.